# Porandra
Porandra es un género de plantas con flores de la familia Commelinaceae.   Comprende 3 especies descritas y   aceptadas.

## Taxonomía
Dicho género fue descrito por De Yuan Hong y publicado en Acta Phytotaxonomica Sinica 12(4): 462, f. 1–8. 1974. La especie tipo es: Porandra ramosa D.Y.Hong

## Especies aceptadas
A continuación se brinda un listado de las especies del género Porandra aceptadas hasta noviembre de 2013, ordenadas alfabéticamente. Para cada una se indica el nombre binomial seguido del autor, abreviado según las convenciones y usos.
- Porandra microphylla Y.Wan
- Porandra ramosa D.Y.Hong
- Porandra scandens D.Y.Hong